# Neoaticisme

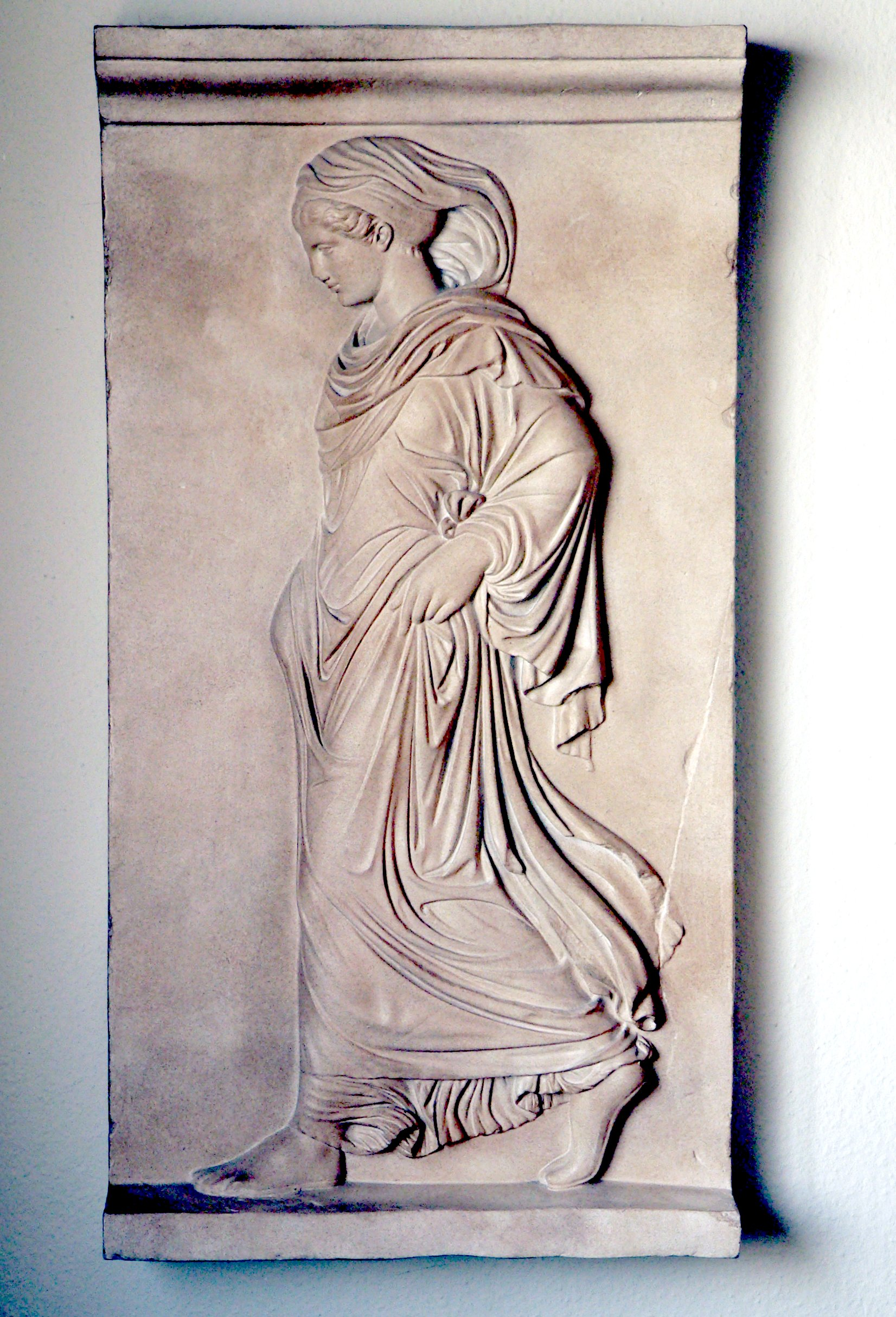
La Gradiva, exemple d'escultura neoàtica.

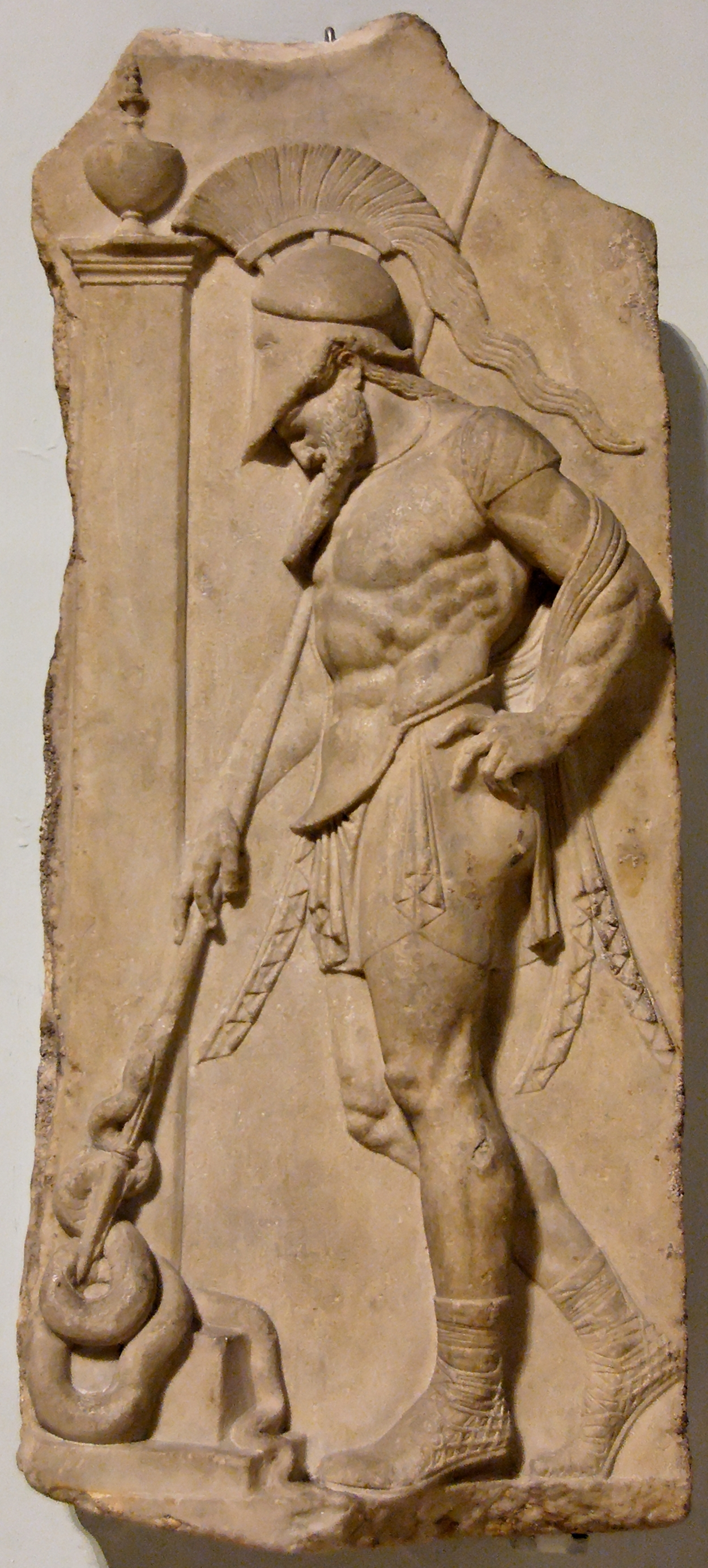
Un altre relleu neoàtic (British Museum)

El Neoaticisme o estil neoàtic (de la regió històrica d'Atenes), és una fase de l'escultura antiga iniciada al segle segle II aC i closa al segle I a l'Àtica.
L'estil neoàtic és una reacció contra les extravagàncies barroques de l'art helenístic, va ser una manifestació primerenca de neoclassicisme. L'estil neoàtic emfatitza gràcia i encís, serenitat i animació,
Els tallers escultòrics neoàtics van ser desplaçats sobre tot a Atenes i van servir principalment la gran demanda dels col·leccionistes romans d'estàtues delssegles V a. C.- IV a. C., i de vegades de l'arcaic del segle VI a.C. El neoaticisme no produïa còpies (el mercat de les quals era ingent) sinó obres originals segons les característiques de l'època clàssica, inspirant-se en les obres més antigues.
El neoaticisme, malgrat que només va conèixer la seva dimensió escultòrica, va interessar també la pintura i l'arquitectura. Artistes neoàtics s'establiren directament a Roma, dominant la producció artística, com l'arquitecte Hermodor de Salamina.
Aquest terme va ser encunyat per l'arqueòleg alemany Friedrich Hauser (1859-1917), a Die Neuattischen Reliefs (1889) (Stuttgart: Verlag von Konrad Wittwer, 1889). El corpus que Hauser anomena "Neoàtic" consistia en baixos relleus amb vasos ceràmics i plaques decoratives, que emprava un estil figuratiu i traperia, que buscà per al seu canon models «clàssics» d'Atenes i de l'Àtica de finals del segle V i inicis del IV a. C.
El neoaticisme pot considerar-se com la primera manifestació del neoclassicisme, que demostra el coneixement del valor de l'art clàssic en el període hel·lenístic tardà.